# Chilicola brooksi
Chilicola brooksi är en biart som beskrevs av Michener 2002. Chilicola brooksi ingår i släktet Chilicola och familjen korttungebin. Inga underarter finns listade i Catalogue of Life.